# فريدريك ميدتسجو
فريدريك ميدتسجو (مواليد 11 أغسطس 1993) هو لاعب كرة قدم نرويجي يلعب في مركز خط الوسط في نادي غلطة سراي.

## وصلات خارجية
- فريدريك ميدتسجو على موقع الاتحاد الدولي (مؤرشف)  (الإنجليزية)
- فريدريك ميدتسجو على موقع الاتحاد الأوربي (الإنجليزية)
- فريدريك ميدتسجو على موقع اتحاد النرويج (النرويجية)
- فريدريك ميدتسجو على موقع اتحاد تركيا (لاعب) (الإنجليزية)
- فريدريك ميدتسجو على موقع قاعدة بيانات كرة القدم.إي يو (الإنجليزية)
- فريدريك ميدتسجو على موقع ناشيونال فوتبول تيمز (الإنجليزية)
- فريدريك ميدتسجو على موقع Soccerway.com (الإنجليزية)
- فريدريك ميدتسجو على موقع عالم كرة القدم.نت (الإنجليزية)
- فريدريك ميدتسجو على موقع AS.com (الإسبانية)